# Krapina C
Krapina C es el nombre de catálogo, también conocido como Krapina 3 de un cráneo parcial de Homo neanderthalensis encontrado en 1899 en las cercanías de la localidad croata de igual nombre por Dragutin Gorjanović-Kramberger, quien publicó sus trabajos y conclusiones en 1906. Los restos se han datado geológicamente y por la fauna asociada, a la que se le han aplicado varios métodos, en unos 125 000 años de antigüedad.
El endocráneo muestra, en algunos aspectos, similitudes con humanos modernos, tal como el área de Broca.
Los restos de neandertal encontrados en Kaprina fueron los primeros que pudieron ayudar a comprender a esta especie, por la gran cantidad y variedad de restos encontrada. En muchos de los huesos se observan marcas de descarnamiento lo que hace especular con el canibalismo. Mientras otros consideran que podrían ser debidas a algún tipo de ritual. Por ejemplo, en el cráneo 3 se han detectado hasta 35 marcas de corte en su hueso frontal.